# 济南商埠
济南商埠是指济南市区内的一片区域，东至纬一路，西至纬十二路，北至经一路，南至经七路，行政上属于市中区与槐荫区管理。该区域在1905年11月15日正式开埠，为通商经营区域，当时汇集了众多中国与外国商号，后逐渐衰落，近年来随着城市发展方向改变，又有复兴趋势。

## 开埠
1904年，胶济铁路开通。然而胶济铁路毕竟是德国人所修建，为防德国势力进一步渗透，在此之前，山东巡抚周馥与直隶总督袁世凯于5月1日联名上书请求自开商埠，济南位列其一（周村、潍县亦自开商埠），因其“……本为黄河、小清河码头，现在又为两路枢纽，地势扼要，商货转输，较为便利”，开商埠乃为中外两利之事。1905年11月15日，济南商埠竣工，正式开设为“华洋公共通商之埠”，开埠典礼在济南老城的西关外隆重举行。
商埠区东界为十王殿（今纬一路原津浦路宾馆），西界为南大槐树（今纬十二路），南界为沿长清大道（今经七路），北界为胶济铁路。道路呈网格状，经纬交错，但方向与经纬线相反，盖因商埠区东西长于南北，而济南纺织业发达，取布料长线为经、短线为纬之意为道路命名。商埠内原有的村庄如三里庄、五里沟、魏家庄等皆保留，并辟出8公顷地块建立了商埠公园。
济南开埠与其他城市开埠最大的不同在于中国人对开埠的自主权。济南商埠的一切事权“皆归中国自理，外人不得干预”，如电报、电话等均是中国主权，而且不准在商埠中划分租界，并取消了土地永租权，国家对土地仍保有所有权。

## 开埠初期
由于之前济南是一个相对闭塞的内陆城镇，并非山东的经济中心，人口仅14万，经济实力不仅落后于已经对外开放的烟台、青岛，连传统商业重镇周村、潍县也比不上。开埠后，济南凭借省会地位、铁路和河运优势，吸引了大批中外商家发展工商业，经济飞速发展，各类新鲜事物也层出不穷。例如，1905年开设的济南电灯公司，是当地近代史上第一家中国人创办的民族资本企业；同年创立的广智院，是济南第一个近代博物馆；德国人石泰岩（德文：Stein）创立的西餐厅，是济南第一家西餐厅；同为德国人创立的小广寒电影院，是济南第一家电影院，等等。至1912年，济南人口已达到25万，较刚开埠时增长一半以上；到1927年，济南市区内商户更达到6700多家。德国、英国、美国等国家亦在济南设立领事馆，足见当时济南政经地位之重要。
商业发展亦带动了工业发展。济南当时为全省工业中心，又以面粉和纺织最为发达。其中面粉日产4万余包，约九成外销。此外，经济的发展带动人民思想转变，“民智大开”，新式教育体系建立，民众热衷于近现代生活方式及适应新思想、新理念，亦是济南出现马克思主义小组，参与中共“一大”之远因。

## 衰落
日军占领济南后，乃将发展重心放到经七路以南及胶济铁路以北。由于长年战乱，济南的工商业迅速衰落，商埠区亦无法幸免。1949年后，市区发展方向逐渐外移，商埠区因历史及政治原因受到冷落。许多老建筑如广智里、经二路老建筑等或改为民用，或疏于修葺，私自改造、破坏严重，胶济铁路济南站、英国驻济南领事馆等洋式建筑甚至被拆除。此外，因为商埠区实际横跨三个行政区（市中区、槐荫区，少部分在天桥区），缺乏统一管理，给古建筑保护、城市规划等带来很大障碍。

## 复兴
近年来济南市重新将商埠列为重点保护及开发对象，制定了详细的规划，意图打造商埠风貌区，并开办了商埠文博馆，留存商埠记忆。

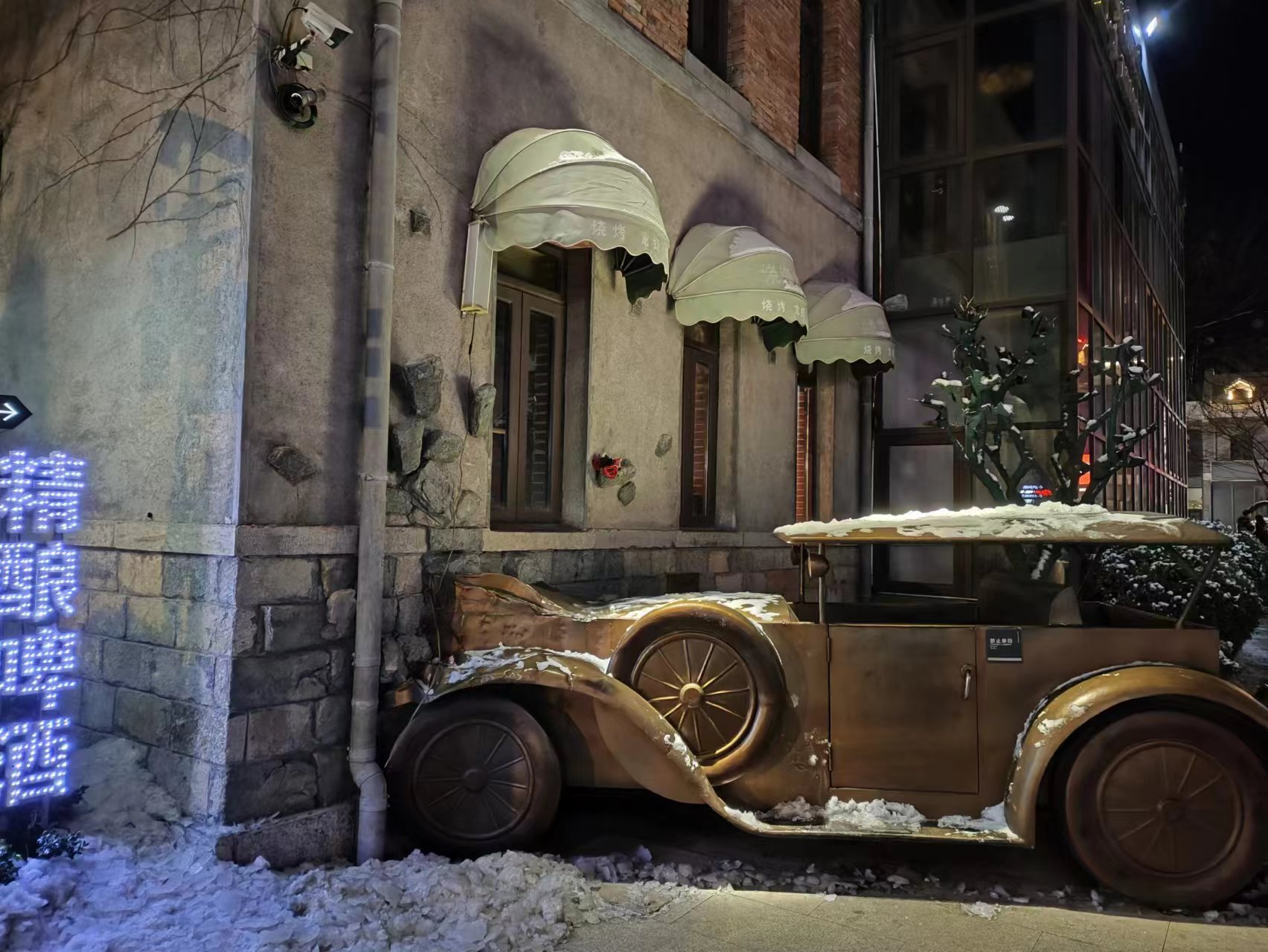
老商埠改造的旅游区

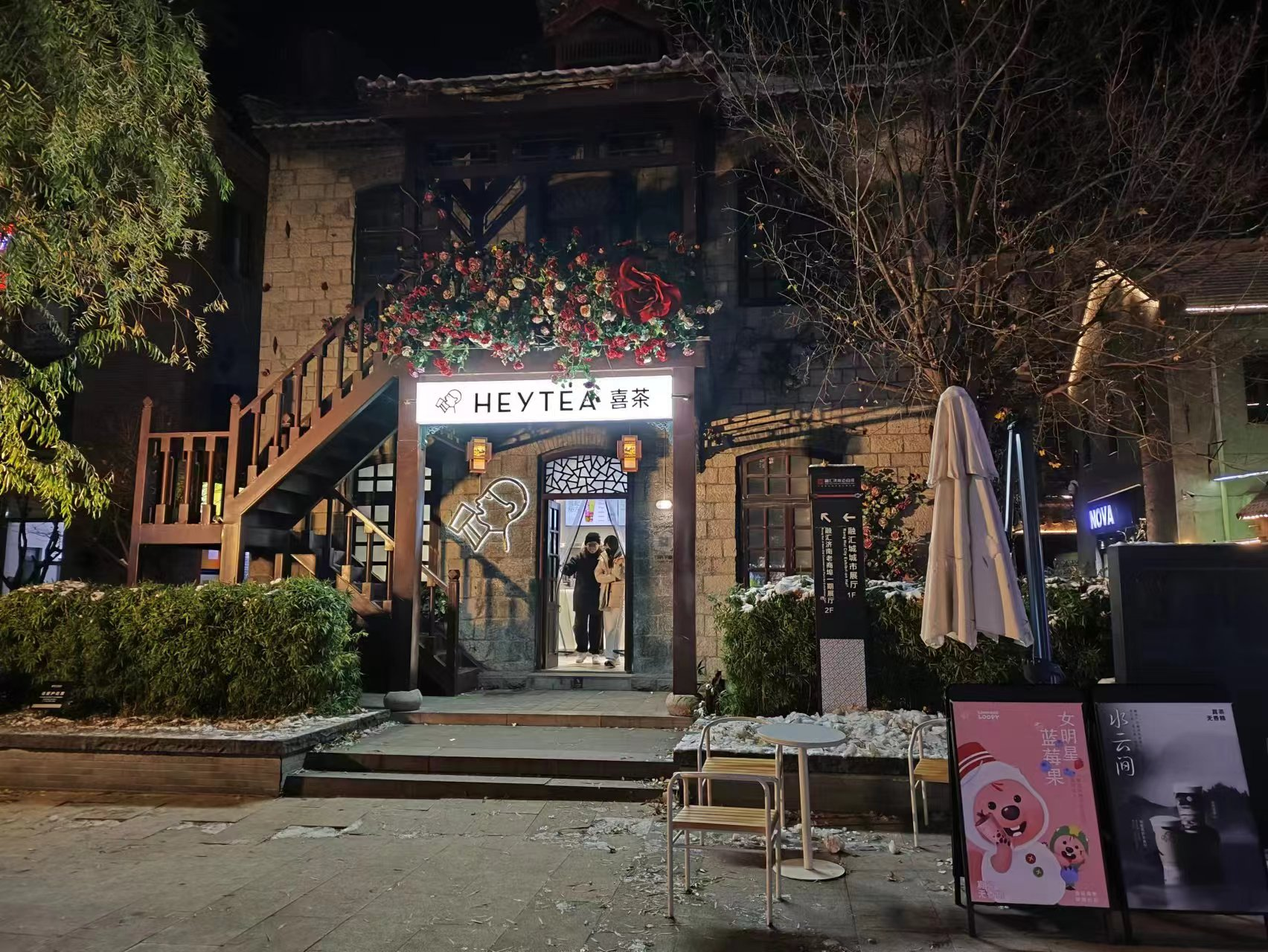
老商埠改造的旅游区中的商家

## 知名建筑及地点
- 津浦铁路济南站
- 胶济铁路济南站
- 山东邮务管理局旧址（今济南市邮政局）
- 德华银行济南分行
- 宏济堂西记
- 瑞蚨祥济南总店
- 隆祥布店西记
- 中山公园
- 国民政府驻山东特派员办事处旧址
- 美国驻济南领事馆
- 经二路阜成信西记、东记
- 经四路自立会礼拜堂
- 山东红卍字会诊所旧址
- 山东民生银行旧址
- 德国驻济南领事馆旧址
- 交通银行济南分行旧址